# Chelsea Hodges
Chelsea Hodges (Queensland, 27 de junho de 2001) é uma nadadora australiana, campeã olímpica.

## Carreira
Hodges conquistou a medalha de ouro nos Jogos Olímpicos de Verão de 2020 em Tóquio na prova de revezamento 4×100 m medley, ao lado de Kaylee McKeown, Brianna Throssell, Emma McKeon, Cate Campbell, Emily Seebohm e Mollie O'Callaghan com a marca de 3:51.60.